# Peliala tenebrosa
Peliala tenebrosa là một loài bướm đêm trong họ Erebidae.